# Emad El-Nahhas
Emad El-Nahhas (in arabo عماد النحاس‎?; Minya, 15 febbraio 1976) è un allenatore di calcio ed ex calciatore egiziano, di ruolo difensore.

## Carriera

### Club
Ha giocato nel campionato egiziano e saudita.

### Nazionale
Con la maglia della Nazionale egiziana ha collezionato 20 presenze in cinque anni di militanza.

## Statistiche

### Presenze e reti nei club
Statistiche aggiornate al 30 giugno 2009.
| Stagione        | Squadra         | Campionato      | Campionato | Campionato | Coppe nazionali | Coppe nazionali | Coppe nazionali | Coppe continentali | Coppe continentali | Coppe continentali | Altre coppe | Altre coppe | Altre coppe | Totale | Totale |
| Stagione        | Squadra         | Comp            | Pres       | Reti       | Comp            | Pres            | Reti            | Comp               | Pres               | Reti               | Comp        | Pres        | Reti        | Pres   | Reti   |
| --------------- | --------------- | --------------- | ---------- | ---------- | --------------- | --------------- | --------------- | ------------------ | ------------------ | ------------------ | ----------- | ----------- | ----------- | ------ | ------ |
| 2004-2005       | Al-Ahly         | PL              | 22         | 5          | CE              | 1               | 0               | CCL                | 14                 | 2                  | -           | -           | -           | 37     | 7      |
| 2005-2006       | Al-Ahly         | PL              | 24         | 8          | CE              | 3               | 1               | CCL                | 5                  | 1                  | SE+SA+Cmc   | 1+1+1       | 0           | 35     | 10     |
| 2006-2007       | Al-Ahly         | PL              | 17         | 2          | CE              | 5               | 0               | CCL                | 14                 | 1                  | SE+SA+Cmc   | 0+1+2       | 0           | 39     | 3      |
| 2007-2008       | Al-Ahly         | PL              | 22         | 3          | CE              | 1               | 0               | CCL                | 0                  | 0                  | SE          | 0           | 0           | 23     | 3      |
| 2008-2009       | Al-Ahly         | PL              | 0          | 0          | CE              | 0               | 0               | CCL+CC             | 0                  | 0                  | SE+SA+Cmc   | 0           | 0           | 0      | 0      |
| Totale carriera | Totale carriera | Totale carriera | 85         | 18         |                 | 10              | 1               |                    | 33                 | 4                  |             | 6           | 0           | 134    | 23     |

## Palmarès

### Club

#### Competizioni nazionali
- Campionato egiziano: 6

Ismaily: 2001-2002
Al Ahly: 2004-2005, 2005-2006, 2006-2007, 2007-2008, 2008-2009
- Coppa d'Egitto: 2

Al-Ahly: 2006, 2007
- Supercoppa d'Egitto: 5

Ismaily: 2000
Al-Ahly: 2005, 2006, 2007, 2008

#### Competizioni internazionali
- CAF Champions League: 3

Al-Ahly: 2005, 2006, 2008
- Supercoppa CAF: 3

Al-Ahly: 2006, 2007, 2009